# Wyżyna
Wyżyna – jedna z wielkich form ukształtowania powierzchni lądu, obszar, którego wysokości bezwzględne przekraczają 300 metrów n.p.m., a wysokości względne są na ogół mniejsze niż 300 m. Z wyżyn wyłącza się bowiem obszary o szczególnie urozmaiconej rzeźbie i wysokościach względnych przekraczających 300 m stosunku do najbliższych den dolinnych, czyli góry. Różnice w wysokościach względnych w obrębie wyżyny są więc stosunkowo nieduże.
Rozległe obszary wyżynne noszą nazwę wyżu.
Na mapie hipsometrycznej niższe wyżyny wyróżnione są barwami żółtymi, podobnie jak i najniższe partie gór, np. pogórza, natomiast najwyższe wyżyny – jasnymi odcieniami kolorów czerwonego bądź brązowego. 
W Polsce i innych krajach za granicę nizin i wyżyn często przyjmuje się poziomicę 200 m n.p.m. Nie dotyczy to terenów sąsiadujących z obszarami wzniesionymi ponad 500 m n.p.m.; w takiej sytuacji zgeneralizowana poziomica 200 m n.p.m. może być hipsometryczną granicą nizin i gór, jak w przypadku Kotliny Sandomierskiej i Beskidów czy Niziny Padańskiej i Alp. 
Między innymi w Polsce nad wyżynami, powyżej 500 m n.p.m. rozciągają się góry niskie. Wśród wielu wysoko położonych wyżyn świata skrajnym przypadkiem jest Wyżyna Tybetańska, która znajduje się na wysokości średnio 4000–5000 m n.p.m. Zalicza się ją do wyżyn, a nie do gór, ponieważ jest względnie płaska – spełniony jest warunek deniwelacji (różnicy, rozpiętości wysokości bezwzględnych) mniejszej niż 300 metrów.

## Wyżyny świata
- Europa: Wyżyna Kastylijska, Wyżyna Szwajcarska, Bawarska, Czesko-Morawska, Wyżyny Polskie, Wyżyna Wołyńska, Podolska, Mołdawska, Transylwańska, Naddnieprzańska, Środkoworosyjska, Nadwołżańska
- Azja: Stawropolska, Pogórze Kazachskie, Wyżyna Środkowosyberyjska, Anatolijska, Armeńska, Irańska, Dekan, Wyżyna Tybetańska, Mongolska, Ordos
- Afryka: Libijska, Darfur, Abisyńska, Somalijska, Wschodnioafrykańska, Bije, Adamawa, Futa Dżalon,
- Ameryka Północna: Wyżyna Labradorska, Wielkie Równiny, Kolumbii, Kolorado, Meksykańska
- Ameryka Południowa: Gujańska, Brazylijska, Patagońska.
- Australia: Zachodnioaustralijska, Kimberley, Barkly